# Bakopa
A bakopa (Bacopa) az útifűfélék családjába tartozó növénynemzetség. Mintegy 70 faja trópusi és szubtrópusi éghajlatú területeken őshonos, a legtöbb az amerikai kontinensen. Nedves élőhelyeken élnek, vagy teljesen a vízhez alkalmazkodott alámerült növények.

## Jellemzésük
Lágyszárúak, száruk felálló vagy kúszó, melyen a levelek átellenesen állnak. A virágok vagy levélhónaljból magányosan fejlődnek, vagy a szárvégen fürtvirágzatba csoportosulnak. Az előlevelek (bracteola) száma egy vagy kettő, de hiányozhatnak is. A csészelevelek száma öt (vagy ritkábban négy), szabadon állnak, zsindelyszerűen helyezkednek el egymáshoz képest: a felső a legnagyobb, az alsó kettő ennél kisebb, az oldalsó kettő a legkeskenyebb s ezek helyezkednek el legbelül, azaz legközelebb a pártához. A pártacső tipikus cső alakú, a sziromlevelek vége pedig szembetűnően vagy éppenséggel alig észrevehetően kétajkú: az alsó ajak három-, a felső kétcimpájú. A porzólevelek száma 4 (csak nagyon ritkán 5): a párban álló porzószálak hosszúsága lehet különböző (didynamia) vagy egyező. A portokok pollenzsákjai párhuzamosan állnak, nem nőttek össze. A bibe kiszélesedő, s fejecskében végződik vagy kéthasábú. A toktermések tojásdad vagy gömb alakúak, négyrekeszesek, felületükön két barázda húzódik. A termésekben számos apró mag fejlődik.

## Felhasználásuk
Találhatunk köztük akváriumokban használt dísznövényeket. Dugványról szaporítják őket.

## Ismertebb fajok
- Bacopa amplexicaulis – szárölelő kerek levelű, akváriumokban termesztik.
- Bacopa australis – akváriumi növény;
- nagylevelű bakopa[3] (Bacopa caroliniana) – akváriumi növény;
- Bacopa crenata – lassú növekedésű akváriumi növény;
- víziizsóp[forrás?] (Bacopa eisenii);
- madagaszkári bakopa[forrás?] (Bacopa madagascariensis) – akváriumi növény;
- kislevelű bakopa[3] (Bacopa monnieri) – erkélyi félárnyékba való ámpolnanövény, gyógyászati célokra használják nagyon régóta az ájurvédikus gyógyászatban  memória javításra, koncentrálóképesség erősítésére;
- Bacopa myriophylloides – akváriumi növény;
- kereklevelű víziizsóp[forrás?] (Bacopa rotundifolia).

## Fajok
Az alábbi lista nagyrészt a The Plant List adatbázisa alapján készült:
- Bacopa albida (Pennell) Standl.
- Bacopa amplexicaulis (Pursh) Wettst.
- Bacopa angulata (Benth.) Loefgr. & Edwall
- Bacopa appressa (Pennell) Standl.
- Bacopa aquatica Aubl.
- Bacopa arenaria (J.A.Schmidt) Loefgr. & Edwall
- Bacopa australis V.C.Souza[5]
- Bacopa axillaris (Benth.) Standl.
- Bacopa bacopoides (Benth.) Pulle
- Bacopa beccabunga (Griseb.) B.L.Rob.
- Bacopa bracteolata Standl.
- Bacopa braunii (Ernst) Pennell
- Bacopa callitrichoides (Kunth) Pennell
- Bacopa caroliniana (Walter) B.L.Rob. – nagylevelű bakopa[3]
- Bacopa cladostyla Chodat ex Eskuche
- Bacopa cochlearia (Huber) L.B.Sm.
- Bacopa connata (Pennell) Pennell
- Bacopa crenata (P.Beauv.) Hepper
- Bacopa decumbens (Fernald) F.N.Williams
- Bacopa depressa (Benth.) Loefgr. & Edwall
- Bacopa diffusa (Willd. ex Cham. & Schltdl.) Loefgr. & Edwall
- Bacopa divaricata (J.A.Schmidt) Loefgr. & Edwall
- Bacopa dubia Chodat & Hassl.
- Bacopa egensis (Poepp. & Endl.) Pennell
- Bacopa eisenii (Kellogg) Pennell – víziizsóp[forrás?]
- Bacopa elongata (Benth.) Pennell
- Bacopa floribunda (R.Br.) Wettst.
- Bacopa gracilis (Benth.) Loefgr. & Edwall
- Bacopa grandiflora (Benth.) Descole & Borsini
- Bacopa gratioloides (Cham.) Chodat
- Bacopa hamiltoniana (Benth.) Wettst.
- Bacopa humifusa (Griseb.) B.L.Rob.
- Bacopa imbricata (Benth.) Pennell
- Bacopa innominata (M.Gómez) Alain
- Bacopa lacertosa Standl.
- Bacopa lanigera (Cham. & Schltdl.) Wettst.
- Bacopa laxiflora (Benth.) Edwall
- Bacopa lecomtei Bonati
- Bacopa lisowskiana Mielcarek
- Bacopa longipes (Pennell) Standl.
- Bacopa madagascariensis (Benth.) Pennell – madagaszkári bakopa[forrás?]
- Bacopa minuta Borhidi & O.Muñiz
- Bacopa monnieri (L.) Wettst. – kislevelű bakopa[3]
- Bacopa monnierioides (Cham.) B.L.Rob.
- Bacopa monosticta (Schltl.) Pennell
- Bacopa montevidensis (Spreng.) Herter & Melch.
- Bacopa myriophylloides (Benth.) Wettst.
- Bacopa nigrescens (Benth.) Wettst.
- Bacopa occultans (Hiern) Hutch. & Dalziel
- Bacopa oxycalyx Alain
- Bacopa paraguariensis (S.Moore) Hassl.
- Bacopa parvula (S.Moore) Pennell
- Bacopa pedersenii Rossow
- Bacopa pennellii G.M.Barroso & Ichaso
- Bacopa punctata Engl.
- Bacopa repens (Sw.) Wettst.
- Bacopa reptans (Benth.) Edwall
- Bacopa rotundifolia (Michx.) Wettst. – kereklevelű víziizsóp[forrás?]
- Bacopa salzmannii (Benth.) Edwall
- Bacopa scabra (Benth.) Descole & Borsini
- Bacopa semiserrata (Mart.) B.L.Rob.
- Bacopa serpyllifolia (Benth.) Pennell
- Bacopa sessiliflora (Benth.) Edwall
- Bacopa stellarioides (Cham.) Loefgr. & Edwall
- Bacopa stemodioides (Pennell) Pennell
- Bacopa stricta (Schrad.) Wettst. ex Edwall
- Bacopa tweediei (Benth.) Parodi
- Bacopa valerii Standl. & L.O.Williams
- Bacopa versicolor Herter & Melch.
- Bacopa verticillata (Pennell & Gleason) Pennell